# Đường Hải Thượng Lãn Ông, Thành phố Hồ Chí Minh
Đường Hải Thượng Lãn Ông là một tuyến đường trên địa bàn Quận 5, Thành phố Hồ Chí Minh. Đây là con đường lớn, có lịch sử lâu đời tại khu vực Chợ Lớn, dọc hai bên đường hiện nay vẫn nhiều ngôi nhà có kiến trúc cổ cùng với nét sinh hoạt truyền thống của cộng đồng người Hoa.
Tháng 7 năm 2010, Sở Văn hóa, Thể thao và Du lịch Thành phố Hồ Chí Minh (nay là Sở Văn hóa và Thể thao) đã công nhận khu Hải Thượng Lãn Ông là khu phố cổ nhất của thành phố.

## Vị trí
Tuyến đường này bắt đầu từ nút giao với đường Võ Văn Kiệt đoạn giữa cầu Chà Và và cầu Nguyễn Tri Phương, đi về hướng tây và kết thúc tại đường Ngô Nhân Tịnh gần chợ Bình Tây.
Khu vực các con đường Hải Thượng Lãn Ông, Lương Nhữ Học, Triệu Quang Phục được xem là phố Đông y lớn nhất Thành phố Hồ Chí Minh với hàng trăm cửa hàng, hiệu thuốc y học cổ truyền nằm san sát nhau, chuyên buôn bán các loại dược liệu đông y.

## Lịch sử
Đường này xưa vốn là con rạch tự nhiên có lịch sử lâu đời, ban đầu là một phần của tuyến đường thủy huyết mạch nối Sài Gòn – Gia Định với miền Tây Nam Bộ xưa. Theo các sách Đại Nam nhất thống chí và Gia Định thành thông chí biên soạn vào thời Nguyễn, rạch này được gọi là sông Sài Gòn, do chảy qua phố chợ Sài Gòn (tức khu vực Chợ Lớn ngày nay). Trong Gia Định thành thông chí, Trịnh Hoài Đức mô tả chi tiết như sau: "Tục danh sông Sài Gòn ở phía tây nam trấn; sông cũ từ cầu Thị Thông đi qua Sài Gòn đến sông Lao, quanh xa mà hẹp nhỏ, khuất khúc, nước cạn". Năm 1819, vua Gia Long cho đào đoạn sông mới nối thẳng từ cầu Thị Thông (Bà Thuồng) đến sông Mã Trường (kênh Ruột Ngựa), đặt tên là An Thông hà (sông An Thông), nay là đoạn kênh Tàu Hủ từ đường Hải Thượng Lãn Ông đến rạch Lò Gốm.
Đầu thời Pháp thuộc, con rạch này vẫn là tuyến đường thủy quan trọng của thành phố Chợ Lớn, còn được biết đến với tên gọi rạch Chợ Lớn. Theo học giả Vương Hồng Sển, lúc bấy giờ có một cây cầu được gọi là "Cầu Đường" bắc qua rạch, nối đại lộ Tổng Đốc Phương (đường Châu Văn Liêm ngày nay) sang chợ trung tâm Chợ Lớn (vị trí bưu điện Quận 5 ngày nay) nên rạch Chợ Lớn cũng được gọi là rạch Cầu Đường. Khoảng thập niên 1920, người Pháp cho lấp rạch để xây dựng thành hai đại lộ Gaudot và Bonhoure.
Năm 1955, chính quyền Việt Nam Cộng hòa nhập hai đại lộ Gaudot và Bonhoure thành đại lộ Khổng Tử, kéo dài từ kênh Tàu Hủ đến trước chợ Kim Biên ngày nay. Năm 1975, chính quyền Cộng hòa Miền Nam Việt Nam nhập đại lộ Khổng Tử với đường Trần Thanh Cần thành đường Hải Thượng Lãn Ông như hiện nay.

## Tình trạng tuyến đường
Trước đây, khu vực tiểu đảo trên đoạn đường từ bờ kênh Tàu Hủ đến đường Lương Nhữ Học bị nhiều người dân xây dựng nhà trái phép. Khi triển khai xây dựng đại lộ Đông – Tây (đại lộ Võ Văn Kiệt) và xây dựng mới cầu Chà Và, thành phố cũng đã tiến hành giải tỏa các ngôi nhà này để mở rộng đường và cải tạo lại cảnh quan khu vực.

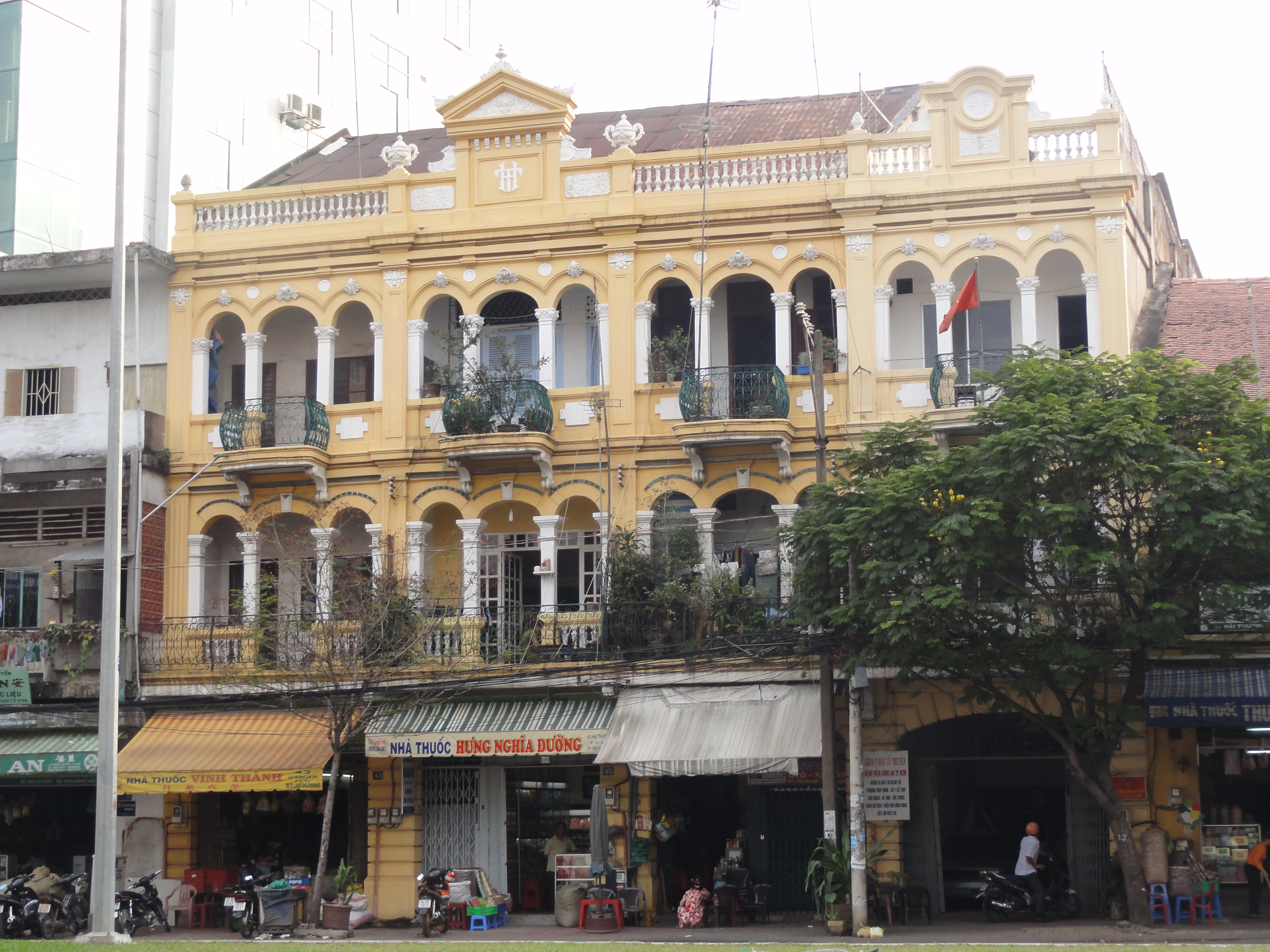
Một căn nhà cổ trên đường Hải Thượng Lãn Ông. Đây từng là nơi đặt trụ sở hiệu buôn Thông Hiệp của doanh nhân Quách Đàm (1863–1927), người có công trong việc xây dựng chợ Bình Tây
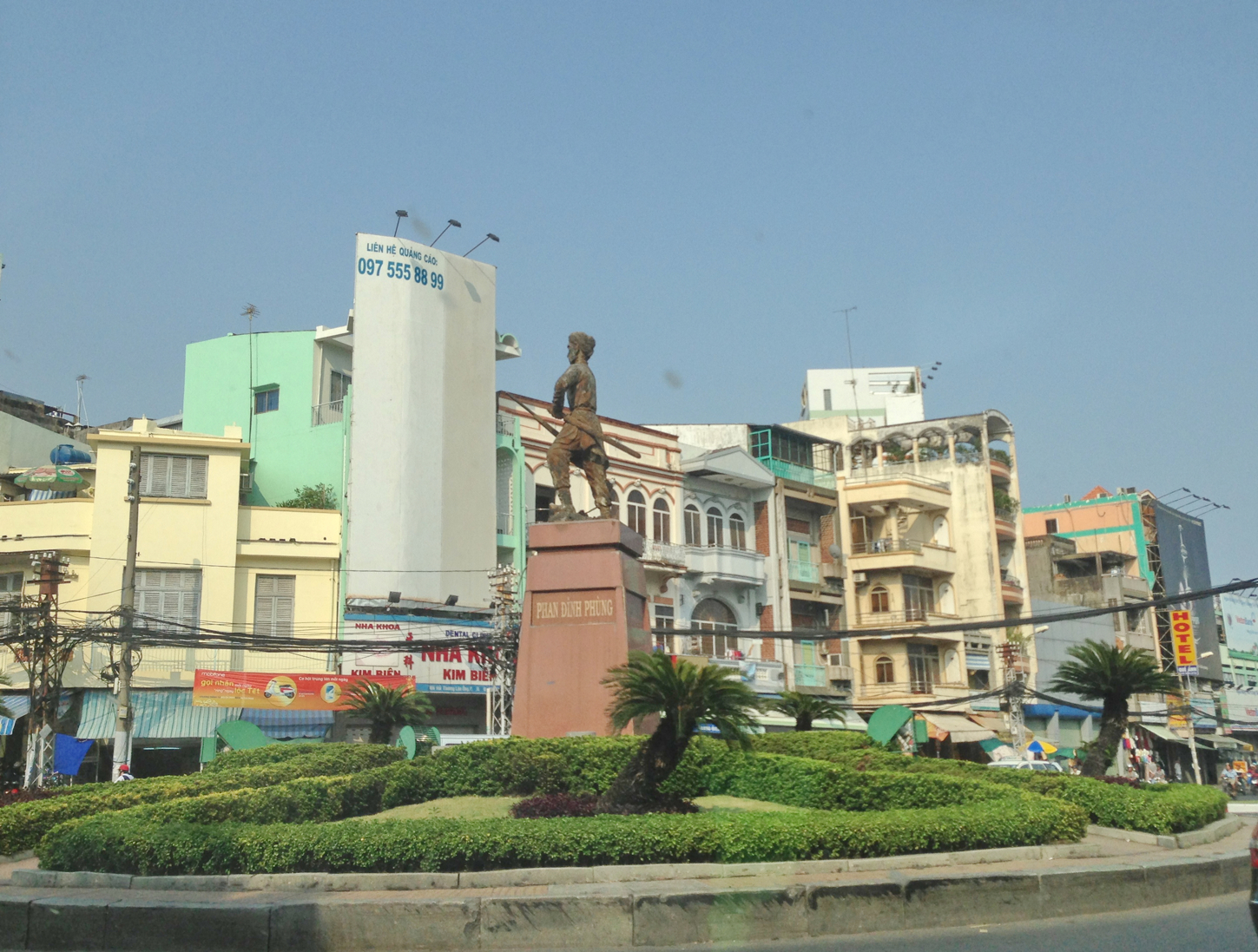
Tượng đài Phan Đình Phùng tại vòng xoay trước Bưu điện Trung tâm Chợ Lớn (Bưu điện Quận 5)
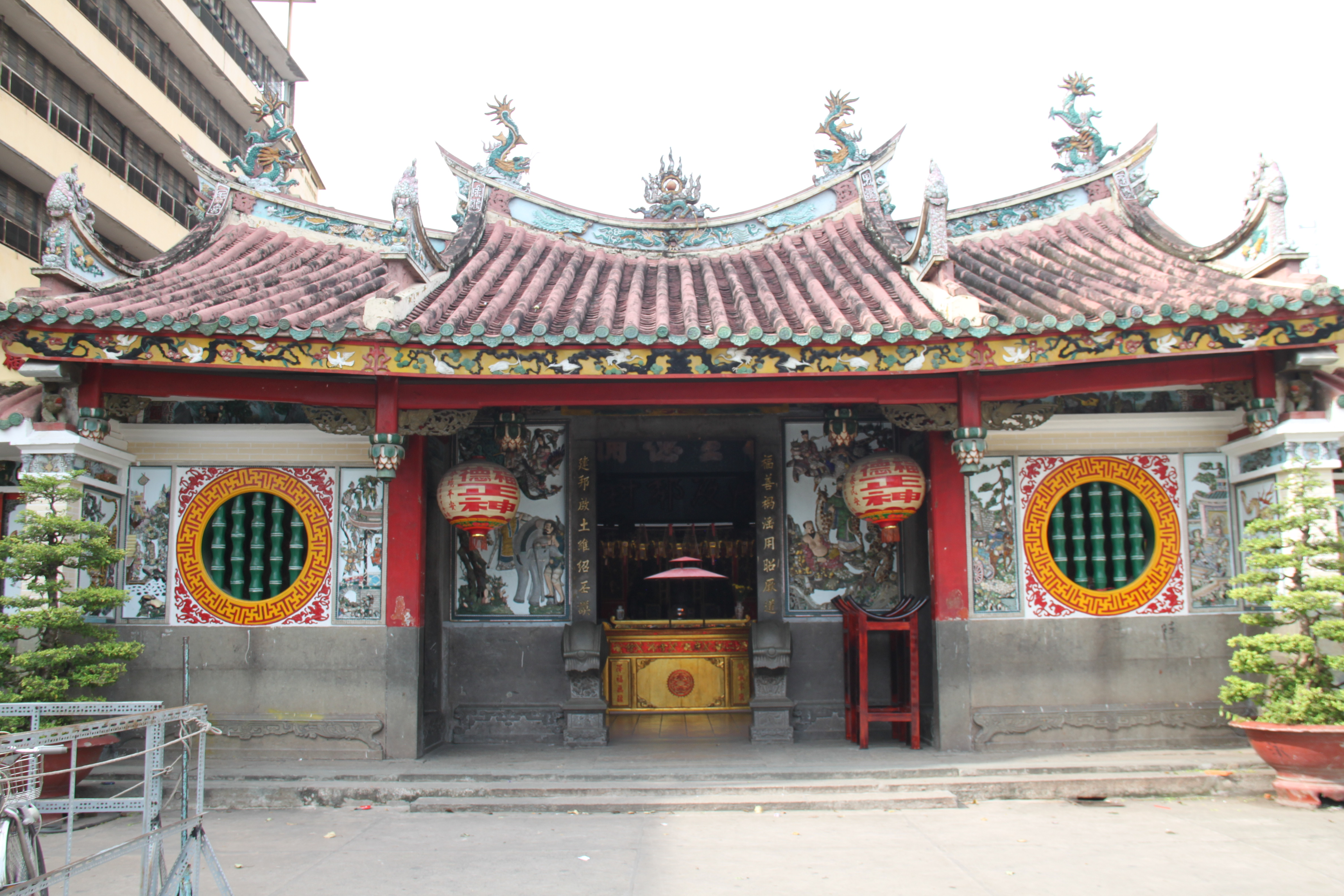
Hội quán Nhị Phủ (Miếu Nhị Phủ) tại góc đường Hải Thượng Lãn Ông và Phùng Hưng. Đây là một ngôi miếu cổ của người Hoa Phúc Kiến tại Chợ Lớn